# ナンヨウツバメウオ
ナンヨウツバメウオ（学名:Platax orbicularis）は、マンジュウダイ科に属する魚の一種。インド太平洋に分布するが、西大西洋への侵入が確認されている。

## 分類
本種は1775年にフィンランドの探検家、東洋学者、博物学者であるPeter Forsskålによって Chaetodon orbicularis として記載された。タイプ産地はサウジアラビアのジッダである。
種小名は「円形」という意味で、成魚の円状の体形に由来する。英名は様々で、orbicular batfish、cooper batfish、circular batfish、orbiculate batfish、round batfish、narrow-banded batfish、orbic batfishなどがある。

## 形態
体長は最大60cm。体は側扁した円形。背鰭は5棘34 - 39軟条から、臀鰭は3棘25 - 29軟条から成る。鱗は小さく細かく、顔には少ない。同属種のアカククリ程では無いが、吻部が少し突出する。成魚と幼魚では姿が大きく異なる。
成魚の体色はくすんだ銀色で、眼を通る位置と頭部後方、体側面後方、尾鰭前部に暗い茶色の帯が入る。腹鰭前部、胸鰭、背鰭上部と臀鰭前部、尾鰭中央部は黄色。背鰭上部、臀鰭下部、尾鰭後部は黒く縁どられる。体側面には小さな黒点がある。
幼魚は背鰭、臀鰭、腹鰭が細長く、成長とともに丸みを帯びてくる。幼魚の体色は全体的に赤褐色で、眼を通る暗色帯が一本あり、胸鰭と尾鰭の大部分は透明である。この体色は枯葉に擬態していると考えられている。体側面には黒く縁どられた小さな白い点をもつ。

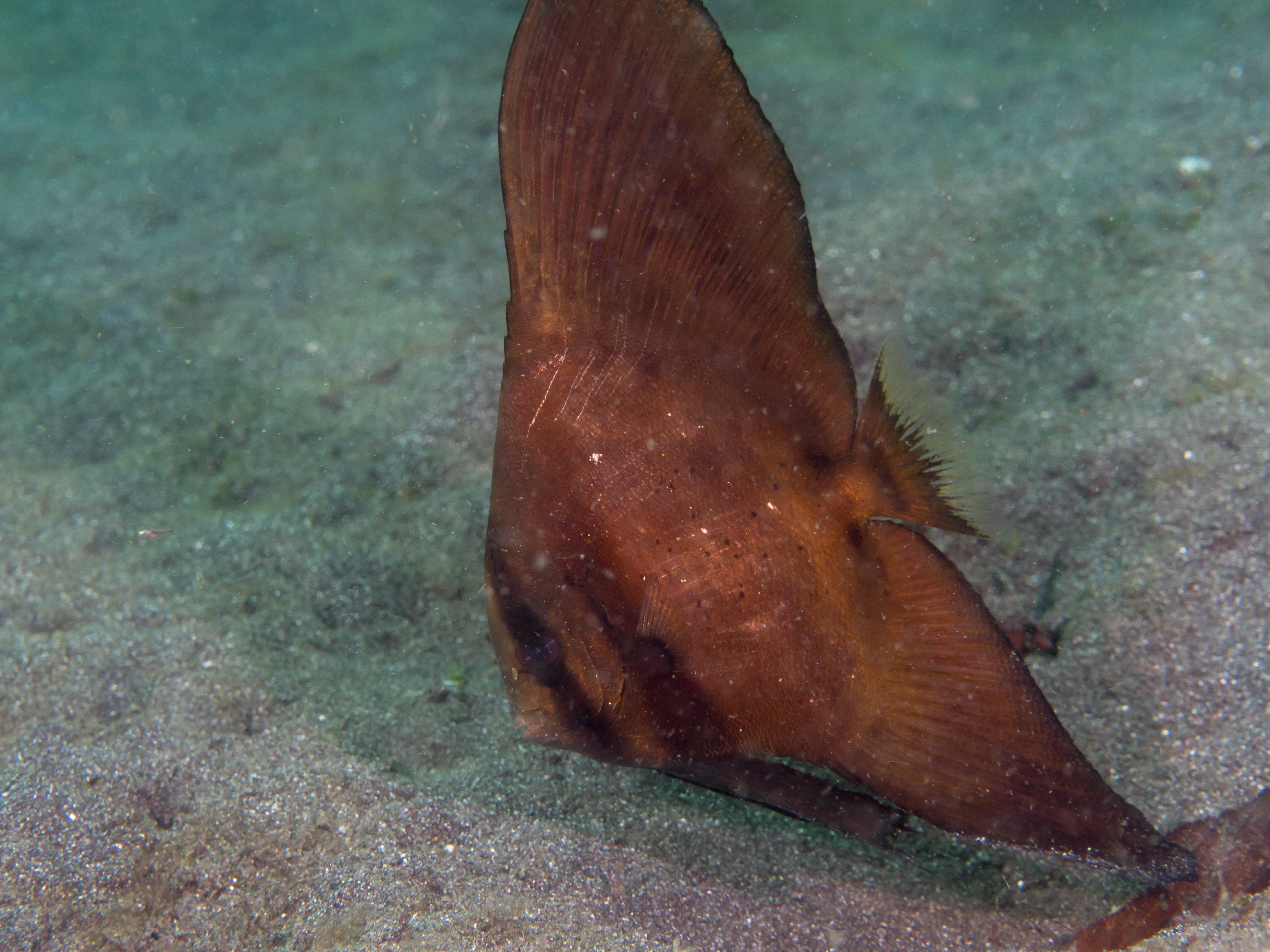
幼魚

## 分布・生態
南アフリカ、マダガスカル、マスカリン諸島、セーシェル、東アフリカからインド太平洋に分布し、分布域は紅海からペルシア湾を通って、ミクロネシア、トゥアモトゥ諸島に至り、日本、オーストラリア南部から北部まで広がる。西大西洋のフロリダ州沖で記録されており、おそらく放流されたものと考えられている。
オーストラリアでは西オーストラリア州のシャーク湾から北部まで、南は東海岸のシドニー付近まで発生し、ティモール海のアシュモア・カルティエ諸島のほか、インド洋東部のクリスマス島やココス諸島でも見られる。
日本では幼魚が岩手県以南の太平洋沿岸、鳥取県、瀬戸内海で見られ、漁港などで枯葉に擬態し浮遊している姿も観察される。成魚は琉球諸島など比較的温暖な地域でよく見られる。
成魚は単独または数匹で、水深10 - 25 mの沿岸部のサンゴ礁や岩礁、砂地で生活する。稀に大規模な群れを作る。幼魚は単独または数匹で生活し、沿岸部の漁港やマングローブ林、サンゴ礁で見られる。藻類や無脊椎動物、小魚を捕食する雑食性。
雌は全長30 cm程で性成熟する。繁殖は満月の日の日暮れに行われ、雌が直径平均1.3 mmの卵を75000 - 150000個産み、24時間後に全長平均3.7 mmの稚魚が孵化する。稚魚はプランクトンを捕食し、18日ほどで全長1.5 cmに成長する。

## 人間との関係
日本では普通食用とされないが、南太平洋地域では釣りや網を使った小規模漁業で漁獲され、食用となる。フランス領ポリネシア、特にタヒチでは養殖が行われている。幼魚はその特異な姿から観賞用として販売される。